# 安打先生
《安打先生》（英語：Mr. 3000）是查爾斯·史東三世所執導的美國體育喜劇電影。由伯尼·麥克和安琪拉·貝瑟主演。這部電影的情節圍繞著一位退休的美國職業棒球大聯盟球員，他在47歲時為了完成3,000次安打的成就而復出。

## 劇情
斯坦·羅斯（Stan Ross）是大聯盟密爾沃基釀酒人隊的明星球員。在達成他的第3,000支安打之後，自私的羅斯立即退役，使的球隊的戰力受到影響，也導致陣中球員的不滿。在接下來的九年裡，羅斯將他的綽號作為一種商業工具，以“3000先生”的名義擁有幾處有利可圖的房產，這使他越來越富有。2004年，釀酒人隊讓羅斯的號碼退役，這樣他們就可以永遠擺脫羅斯，同時也吸引了大批觀眾，儘管有很多球迷到場，但陣中許多球員都拒絕出席儀式。
之後羅斯得知，由於一場比賽被判定無效，他事實上只打出2,997支安打，該錯誤還部分導致羅斯沒有被選入棒球名人堂，並使他的“3000先生”營銷噱頭不準確。因此羅斯尋求在高齡47歲時重返賽場，以再獲得三支安打，確保他在記錄簿中的位置，並保持他在退役後的營銷噱頭完好無損。回到球隊之後，球隊的年輕球員依舊認定羅斯是一個以自我為中心的球員，並認為高齡的他對球隊戰力幫助有限。儘管羅斯仍在努力恢復他的狀態，但在他的前27次打擊中，他沒有打出任何安打；就在此時，運動新聞記者莫蓮報導了他的復出，並逐漸成為羅斯情感上的支柱，另一方面羅斯也在隊上名球星“T-Rex”潘尼貝克的身上看到當年自己自大的模樣，進而教導這位血氣方剛的球員，這激發了釀酒人隊在賽季末取得可觀的成績，在這過程中，羅斯獲得了包括全壘打在內的兩支安打，使他的職業生涯安打總數增加到2,999。
羅斯賽季的最後一次打擊中，有機會成為英雄，他在最後的打席放棄了追求3000安打的機會，並使用犧牲短打幫助球隊獲勝。儘管羅斯從未達到“3000”的里程碑，但他也重新贏得了敬重而順利進到名人堂中。最後他將自己的企業重新命名為“2,999先生”。

## 外部連結
- 互联网电影数据库（IMDb）上《Mr. 3000》的资料（英文）
- AllMovie上《Mr. 3000》的资料（英文）
- Box Office Mojo上《Mr. 3000》的資料（英文）